# Rockefellerovo muzeum

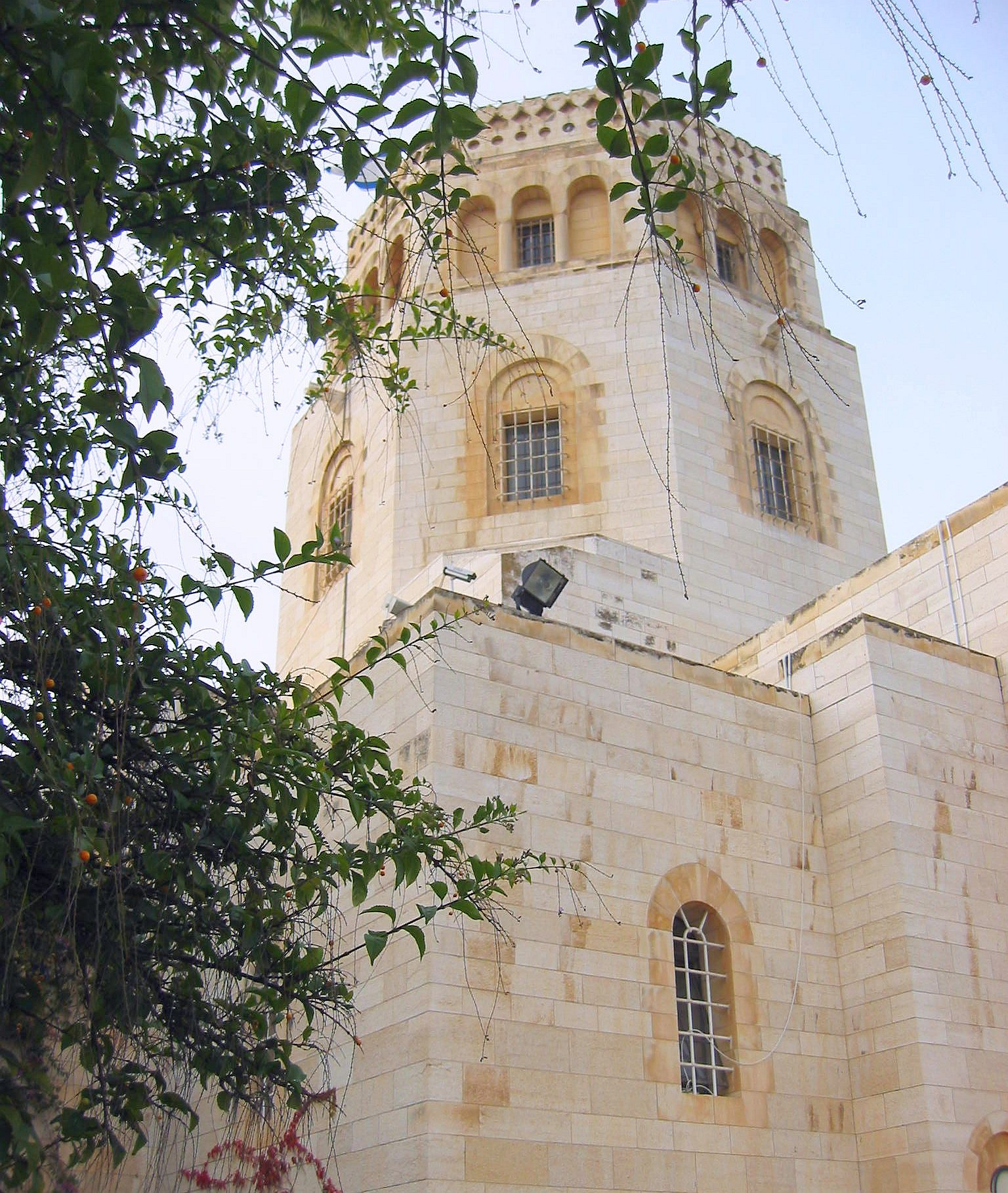
Rockefellerovo muzeum, Jeruzalém

Rockefellerovo muzeum (hebrejsky מוזיאון רוקפלר‎), dříve Palestinské archeologické muzeum je archeologické muzeum ležící ve východním Jeruzalémě a obsahující velkou sbírku artefaktů objevených ve vykopávkách prováděných v Palestině na konci 19. století. V budově muzea je také sídlo Izraelského památkového úřadu.

## Historie
Při návštěvě Palestiny v roce 1925, během svého britského mandátu zjistil James Henry Breasted, zakladatel a ředitel Orientálního ústavu University of Chicago, že Jeruzalém postrádá řádné archeologické muzeum pro správu významných regionálních nálezů.
Povzbuzen tehdejším britským vysokým komisařem lordem Plumerem požádal Breasted o podporu amerického filantropa Johna D. Rockefellera. Rockefeller souhlasil a daroval částku dvou milionů dolarů, což bylo na tu dobu poměrně značné množství peněz. Předtím nabízel vybudování archeologického muzea v egyptské Káhiře, ale byl odmítnut, pravděpodobně kvůli tlaku ze strany britské vlády, která se snažila zdržet Ameriku od založení opory v tomto regionu. Krátce po darování financí bylo vybráno místo pro stavbu na kopci Kerem el-Sheik, který se nachází těsně za severovýchodním rohem hradeb Starého Města.
Muzeum navrhl Austen St. Barbe Harrison, hlavní architekt ministerstva veřejných prací (Mandatory Department of Public Works), který vypracoval plány na stavbu z bílého vápence včetně integrace východních a západních architektonických prvků. Základní kámen nového muzea byl položen 19. června 1930 a pro veřejnost bylo otevřeno 13. ledna 1938.
Oficiálně se muzeu říkalo Palestinské archeologické muzeum, ale od počátku to bylo známé jako muzeum Rockefellerovo. Muzeum řídila mezinárodní správní rada až do roku 1966, kdy jej znárodnil jordánský král Husajn I. Brzy poté, v roce 1967, během šestidenní války se muzeum dostalo do rukou Izraele. Během války byla budova obsazena izraelskými vojáky a hexagonální věž sloužila jako rozhledna. Konaly se zde nelítostného boje mezi izraelskou a jordánskou armádou, ve kterých izraelská vojska zvítězila a skončila jordánská okupace východního Jeruzaléma.
Od roku 1967 bylo muzeum společně spravované Izraelským muzeem a izraelským Ústavem pro památky a muzea (později přejmenovaném na Izraelský památkový úřad).

## Sbírky
První kurátor muzea byl John H. Iliffe, který setřídil artefakty v chronologickém pořadí, od nejstarších dva miliony let až do roku 1700 našeho letopočtu. Mezi nejcennější sbírky patří dřevěné panely z 8. století z mešity al-Aksá a z období křížových výprav a také mramorové nadedveřní překlady z Baziliky Svatého hrobu. Kolekce je založena na nálezech archeologických vykopávek z raných let 1890-1948 v regionu. Vystaveny jsou artefakty objevené v Jeruzalémě, Megidu, Aškelonu, Lachiši, Samařsku a Jerichu.
Součástí sbírek jsou některé ze svitků od Mrtvého moře, které byly objeveny na archeologickém nalezišti Kumránu přibližně v roce 1946, a které obsahují biblické a další náboženské texty. Svitky byly Izraelem zakoupeny brzy poté co byly objeveny. Nejdříve byly uchovány v Rockefellerově muzeu a následně za války v roce 1967 přestěhovány do Svatyně knihy.